# 기미쓰군

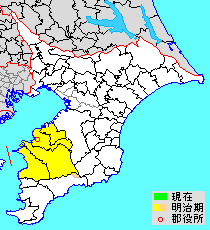
지바현 기미쓰군의 위치

기미쓰군(君津郡)은 일본 지바현에 있던 군이다.

## 군역
1897년 행정 구역으로 발족 당시의 군역은, 현재의 행정 구역으로 아래의 구역에 해당한다(공유수면 매립지는 제외).
- 기사라즈시, 기미쓰시, 훗쓰시, 소데가우라시 전역
- 가모가와시의 일부

## 역사
- 1897년

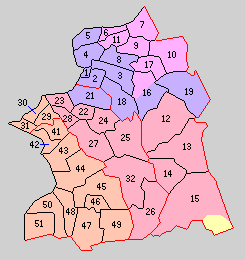
1.기사라즈정 2.마후네촌 3.기요카와촌 4.이와네촌 5.가네다촌 6.나라와촌 7.나가우라촌 8.나카고촌 9.네가타촌 10.히라오카촌 11.간노촌 12.오비쓰촌 13.구루리정 14.마쓰오카촌 15.가메야마촌 16.도미오카촌 17.나카가와촌 18.가마타리촌 19.마쿠타촌 21.나미오카촌 22.야에하라촌 23.스사이촌 24.나카촌 25.고이토촌 26.미시마촌 27.스나미촌 28.사다모토촌 29.이노촌 30.아오호리촌 31.훗쓰촌 32.아키모토촌 41.요시노촌 42.오누키촌 43.사누키정 44.미나토정 45.다마키촌 46.세키촌 47.고마야마촌 48.덴진야마촌 49.도요오카촌 50.다케오카촌 51.가나야촌 (보라:기사라즈시 빨강:기미쓰시 등색:훗쓰시 분홍:소데가우라시 노랑:가모가와시)

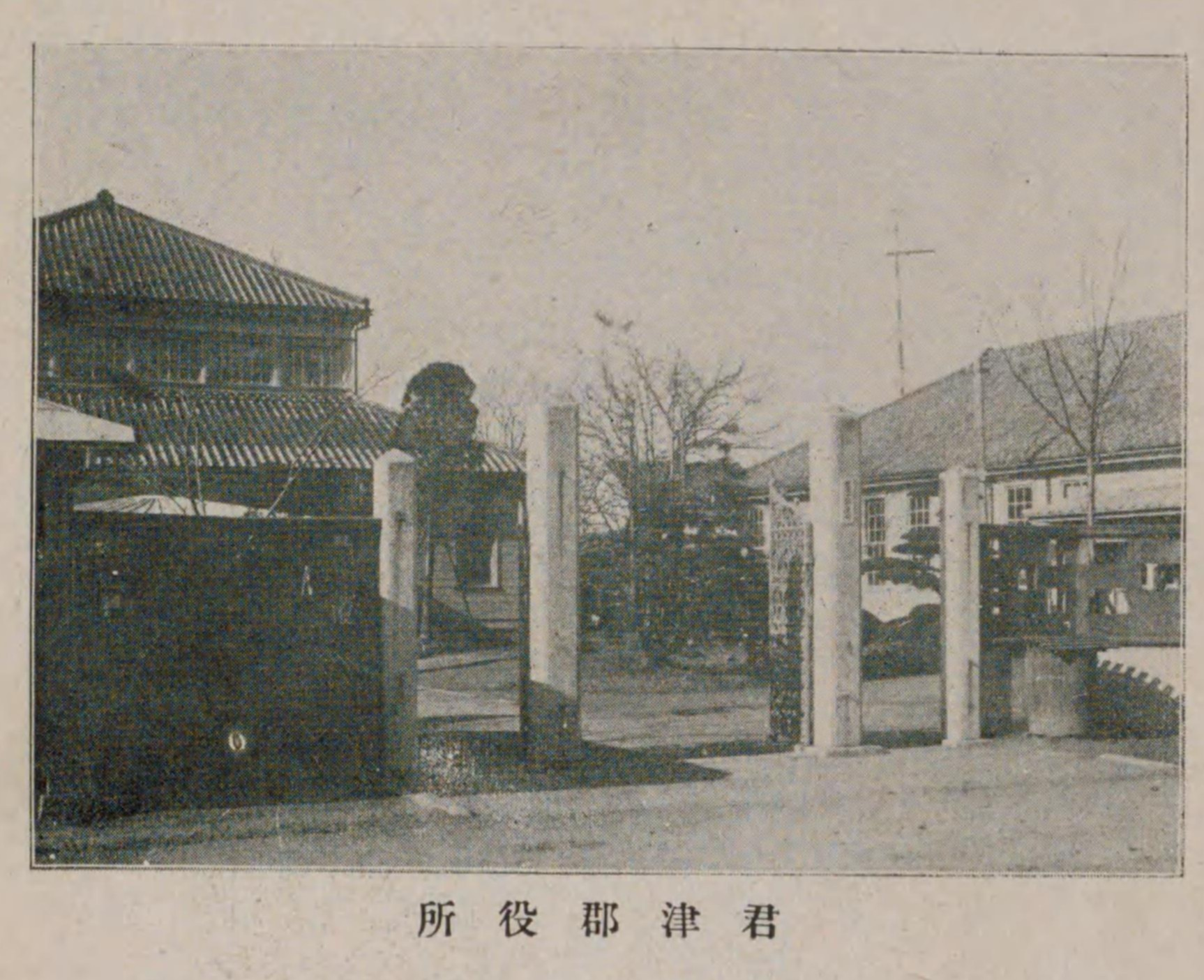
1927년 무렵의 기미쓰군 사무소

  - 4월 1일 - 군제 시행에 따라 모다군·스에군·아마하군의 구역을 가지고 기미쓰군이 발족.(4정 38촌)
    - 구 모다군(2정 17촌) - 기사라즈정(木更津町), 마후네촌(真舟村), 기요카와촌(清川村), 이와네촌(巖根村), 가네다촌(金田村), 나라와촌(楢葉村), 나가우라촌(長浦村), 나카고촌(中郷村), 네가타촌(根形村), 히라오카촌(平岡村), 간노촌(神納村), 오비쓰촌(小櫃村), 구루리정(久留里町), 마쓰오카촌(松丘村), 가메야마촌(亀山村), 도미오카촌(富岡村), 나카가와촌(中川村), 가마타리촌(鎌足村), 마쿠타촌(馬来田村)
    - 구 스에군(12촌) - 나미오카촌(波岡村), 야에하라촌(八重原村), 스사이촌(周西村), 나카촌(中村), 고이토촌(小糸村), 미시마촌(三島村), 스나미촌(周南村), 사다모토촌(貞元村), 이노촌(飯野村), 아오호리촌(青堀村), 훗쓰촌(富津村), 아키모토촌(秋元村)
    - 구 아마하군(2정 9촌) - 요시노촌(吉野村), 오누키촌(오누키정), 사누키정(佐貫町), 미나토정(湊町), 다마키촌(環村), 세키촌(関村), 고마야마촌(駒山村), 덴진야마촌(天神山村), 도요오카촌(豊岡村), 다케오카촌(竹岡村), 가나야촌(金谷村)

  - 12월 1일 - 훗쓰촌이 정제 시행으로 훗쓰정(富津町)이 됨.(5정 37촌)
- 1920년 10월 1일 - 오누키촌이 정제 시행으로 오누키정(大貫町)이 됨.(6정 36촌)
- 1926년
  - 4월 10일 - 아오호리촌이 정제 시행으로 아오호리정(青堀町)이 됨.(7정 35촌)
  - 4월 24일 - 세키촌, 도요오카촌이 합병하여 세키토요촌(関豊村)이 발족.(7정 34촌)
- 1932년 7월 1일 - 나라와촌, 간노촌이 합병하여 쇼와정(昭和町)이 발족.(8정 32촌)
- 1933년 4월 1일 - 마후네촌이 기사라즈정에 편입.(8정 31촌)
- 1937년 4월 1일(8정 29촌)
  - 요시노촌이 오누키정에 편입.
  - 고마야마촌이 다마키촌에 편입.
- 1942년 11월 3일 - 기사라즈정, 기요카와촌, 이와네촌, 나미오카촌이 합병하여 기사라즈시(木更津市)가 발족, 군에서 이탈.(7정 26촌)
- 1943년 4월 1일 - 야에하라촌, 스사이촌이 합병하여 기미쓰정(君津町)이 발족.(8정 24촌)
- 1954년
  - 3월 31일 - 기미쓰정, 스나미촌, 사다모토촌이 합병하여, 새로이 기미쓰정이 발족.(8정 22촌)
  - 6월 1일 - 가메야마촌의 일부가 아와군 아마쓰정(현 가모가와시)에 편입.
  - 10월 1일 - 구루리정, 마쓰오카촌, 가메야마촌이 합병하여 가즈사정(上総町)이 발족.(8정 20촌)
  - 11월 3일 - 가마타리촌이 기시라즈시에 편입.(8정 19촌)
- 1955년
  - 2월 11일(9정 16촌)
    - 가네다촌이 기시라즈시에 편입.
    - 히라오카촌, 나카가와촌이 합병하여 히라카와정(平川町)이 발족.

  - 3월 1일 - 나카고촌이 기시라즈시에 편입.(9정 15촌)
  - 3월 30일 - 오누키정, 사누키정이 합병하여 오사와정(大佐和町)이 발족.(8정 15촌)
  - 3월 31일(9정 4촌)
    - 쇼와정, 나가우라촌, 네가타촌의 일부가 합병하여 소데가우라정(袖ケ浦町)이 발족.
    - 마쿠타촌, 도미오카촌의 일부가 합병하여 후쿠타정(富来田町)이 발족.
    - 나카촌, 고이토촌이 합병하여 고이토정(小糸町)이 발족.
    - 미시마촌, 아키모토촌이 합병하여 세이와촌(清和村)이 발족.
    - 아오호리정, 훗쓰정, 이노촌이 합병하여, 새로이 훗쓰정이 발족.
    - 미나토정, 덴진야마촌, 다케오카촌, 가나야촌이 합병하여 아마하정(天羽町)이 발족.
    - 네가타촌의 잔여부, 도미오카촌의 잔여부가 히라카와정에 편입.

  - 4월 25일 - 다마키촌, 세키토요촌이 합병하여 미네가미촌(峰上村)이 발족.(9정 3촌)
- 1963년 10월 1일 - 아마하정, 미네가미촌이 합병하여, 새로이 아마하정이 발족.(9정 2촌)
- 1970년 9월 28일 - 가즈사정, 기미쓰정, 고이토정, 오비쓰촌, 세이와촌이 합병하여, 새로이 기미쓰정이 발족.(7정)
- 1971년
  - 4월 25일 - 훗쓰정, 오사와정, 아마하정이 합병하여, 새로이 훗쓰정이 발족.(5정)
  - 9월 1일(3정)
    - 기미쓰정이 시제 시행으로 기미쓰시(君津市)가 되어, 군에서 이탈.
    - 훗쓰정이 시제 시행으로 훗쓰시(富津市)가 되어, 군에서 이탈.

  - 9월 30일 - 후쿠타정이 기시라즈시에 편입.(2정)
  - 11월 3일 - 소데가우라정, 히라카와정이 합병하여, 새로이 소데가우라정이 발족.(1정)
- 1991년 4월 1일 - 소데가우라정이 시제 시행으로 소데가우라시(袖ケ浦市)이 됨. 이날 기미쓰군은 소멸됨.

## 참고 문헌
- 지바현 기미쓰군 교육회 편 (1990년 5월 31일). 《지바현 기미쓰군지(복각판)》. 센슈사.
- 「가도카와 일본 지명 대사전」 편집위원회, 편집. (1984년 3월 1일). 《가도카와 일본 지명 대사전》. 12 지바현. 가도카와 쇼텐. ISBN 4040011201.